# パステル☆ジョーカー
パステル☆ジョーカー（PASTEL☆JOKER）は、日本の女性アイドルグループ。所属事務所はネクストプロモーション。2011年結成。1st、2ndのレーベルはOpenMind。3rdからレーベルはNEXTage Recordsとなっている。

## 概要
2010年11月、総合プロデューサー武藤俊之（所属事務所ネクストプロモーションの社長）のもと、東京都大田区のイメージソングを歌い大田区の街をPRすべく、アイドル活動はおろかステージにすら立ったことのない若き素人娘達が集められ、結成されたアイドルユニットである。
2011年4月30日にインディーズデビュー。ピュアで爽やか、それでいて大物に化ける可能性を秘めているという意味から、ユニット名を「パステル☆ジョーカー」と命名。
彼女達に与えられた使命は、東京都大田区を更に活性化させ、パステル☆ジョーカーの名を日本全土の老若男女に広めること。アーティスティックな楽曲と本格的なダンスパフォーマンスには定評があり、デビュー以来現在まで7枚のシングルCDと1枚のアルバムCDをリリースし、毎月10本以上のライブ出演をこなす他、テレビやラジオ番組に出演する等している。
これまでにリリースしているCD（5作目・6作目を除く）に収録されている楽曲のすべての作詞・作曲を、ミュージシャンでもある総合プロデューサーの武藤が手掛けている。

## 来歴

### 2010年
- 10月1日 月刊オーディションにて第1期メンバーを募集。
- 11月27日 第1期メンバーを決定。（鮎川胡桃・大杉奈巳夏・川上さり・佐々木安菜・篠原ありさ・中川智恵・長原沙友華・橋口里紗・葉山ゆうか・平岩優香・森田美穂）
- 12月1日 月刊オーディションにて第2期メンバーを募集。

### 2011年
- 1月31日 第2期メンバー加入。（鮎川愛莉・荻野耀子・本島佳奈・山口真奈）
- 4月30日 デビューシングル「ai-T-ai／Uneasy 〜ふたりの未来〜」リリース。初台 The Doorsにてデビュー3Days ライブ。
- 7月1日 月刊オーディションにて第3期メンバーを募集開始。
- 7月3日 NEXT Break 新世代Ｉdol pop Festa in Summer」（上野水上音楽堂野外ステージ）にて。
- 7月6日 iTunes Store、dwango.jp、レコチョク、LISMO Music Store、music.jp、Amazonなどにて着うた、着うたフル配信開始。
- 7月31日 2ndシングル「夏女神☆Summer／明日への翼」リリース。
- 8月1日 スカパー PigooHD 及び エンタ！371にて「NEXT Break 新世代Ｉdol pop Festa in Summer」放送開始。
- 8月17日 日テレ汐博「汐留☆アイドルカーニバル！2011」出演。
- 8月31日 第3期メンバー加入。（相葉芽依）
- 10月16日 第1回ファンミーティング バスツアー開催。
- 10月31日 3rdシングル「Blue Christmas／Dear Friend」リリース。
- 12月14日 パステル☆ジョーカーのブロマイドが全国のセブンイレブンで発売開始[要出典]。

### 2012年
- 3月1日 4thシングル「BELIEVE／I wish...」リリース。
- 4月30日 1周年記念ライブ。
- 6月10日 第2回ファンミーティング バスツアー開催。
- 6月16日「カンムリラジオ」（ラジオ日本） 出演。
- 6月25日 クラブチッタ川崎にて通算100回記念ライブ。
- 7月17日 「このへん!!トラベラー」（テレビ東京）出演。
- 8月4日・19日 日テレ汐博「汐留☆アイドルカーニバル！2012」出演。
- 9月1日 「ハッピーMusic」（日本テレビ）出演。
- 10月3日 5thシングル「スマイリング☆デイズ」リリース。

### 2016年
- 8月26日 7期の当面の活動休止を発表。
- 9月3日 パステル☆ジョーカーNOViCE（佳岡奈波、梅田くるみ）の始動を発表。
- 12月6日 NOViCE活動休止。
- 12月22日 研修生・高杉沙那の加入を発表し、翌日のライブからパステル☆ジョーカーの活動再開。

### 2017年
- 7月 高杉沙那が研修生から正規メンバーに昇格。
- 12月 渡瀬遥香が加入。23日渡瀬遥香正規メンバー昇格。

### 2018年
- 4月 宮原里砂が加入したが、素行不良により6月に解雇。

### 2019年
- 4月30日 8周年記念ライブ（中野坂上 S.U.B TOKYO）
- 7月 西原綾美が研修生として加入。
- 10月22日 西原綾美が研修生から正規メンバーに昇格。同時にグループのリーダーに任命。

### 2020年
- 12月25日 西原綾美が東京スポーツ主催の『ミス東スポ2021』で特別賞を受賞[1]。
- 3月29日　コロナ禍による影響の為、グループのライブ活動を無期限による休止を発表。

### 2021年
- 8月15日　パステル☆ジョーカー1年4か月ぶりのライブ活動再開。同時に倉田歩呼が正規メンバーに昇格し、ステージデビュー。

### 2022年
- 7月2日 倉田歩呼を懲戒解雇したことを発表。
- 11月5日 高杉沙那が卒業。

### 2023年
- 10月16日 三上瑞稀が正式加入。

### 2024年
- 9月14日 三上瑞稀が活動休止した。
- 9月21日 本都なるのデビューライブを開催。

## メンバー

### 現メンバー
| 名前     | よみ            | 期生   | 生年月日（年齢） | 出身   | ニックネーム | 備考     | 担当カラー   |
| -------- | --------------- | ------ | ---------------- | ------ | ------------ | -------- | ------------ |
| 西原綾美 | にしはら あやみ | 第8期  | ????年3月21日    | 埼玉県 | あやみんご   | リーダー | ピンク       |
| 本都なる | もとみや なる   | 第10期 | ????年4月9日     | 愛知県 | なーるん     |          | ライトブルー |

### 元メンバー
- 鮎川胡桃
- 鮎川愛莉
- 上原梨愛
- 篠原ありさ
- 佐々木安菜
- 大杉奈巳夏（1期）
- 森田美穂（1期）
- 本島佳奈（2期）
- 星野るり（3期）
- 藍田舞
- 佐々木安菜
- 葉山ゆうか（1期）
- 荻野耀子（2期）
- 橋口里紗（1期）
- 長原沙友華（1期）
- 平岩優香（1期）
- 中川智恵（1期）
- 相葉芽依（3期）
- 近藤明穂（3期）
- 山口真奈（2期）
- 本郷沙矢香
- 観月麗奈
- 平野梨世
- 川上さり（1期）
- 松尾舞奈
- 有栖麻代（7期）
- 青野優花（7期）
- 橘エリ（7期）
- 栗波なな（7期）
- 佳岡奈波（NOViCE）
- 梅田くるみ（NOViCE）
- 宮原里砂
- 五十嵐えり
- 渡瀬遥香（8期）
- 倉田歩呼（8期）
- 高杉沙那（8期）

## 作品

### CDシングル
|              | タイトル                        | 発売日       | 収録曲 |              |              |
| インディーズ | インディーズ                    | インディーズ | インディーズ | インディーズ | インディーズ |
| 2011年       | 2011年                          | 2011年       | 2011年 | 2011年       | 2011年       |
| ------------ | ------------------------------- | ------------ | --- | ------------ | ------------ |
| 1st          | First                           | 4月30日      | 1. ai-T-ai 2. Uneasy 〜ふたりの未来〜 3. ai-T-ai（Inst.） 4. Uneasy 〜ふたりの未来〜（Inst.）                                                                           |              |              |
| 2nd          | 夏女神☆Summer                   | 7月31日      | 1. 夏女神☆Summer 2. 明日への翼 3. 夏女神☆Summer（Inst.） 4. 明日への翼（Inst.）                                                                                         |              |              |
| 3rd          | Blue Christmas                  | 10月31日     | 1. Blue Christmas 2. Dear Friend 3. Blue Christmas（Inst.） 4. Dear Friend（Inst.）                                                                                     |              |              |
| 2012年       |                                 |              | |              |              |
| 4th          | BELIEVE                         | 3月1日       | 1. BELIEVE 2. I wish... 3. BELIEVE（Inst.） 4. I wish...（Inst.） |              |              |
| メジャー     |                                 |              | |              |              |
| 5th          | スマイリング☆デイズ             | 10月3日      | 1. スマイリング☆デイズ 2. 夢のトビラ 〜パステル☆ジョーカー ver.〜 3. スマイリング☆デイズ（off vocal ver.） 4. 夢のトビラ 〜パステル☆ジョーカー ver.〜（off vocal ver.） |              |              |
| 2015年       |                                 |              | |              |              |
| 6th          | スマイリング☆デイズ 〜Renewal〜 | 8月12日      | 1. スマイリング☆デイズ 2. 夢のトビラ 〜パステル☆ジョーカー ver.〜 3. スマイリング☆デイズ（off vocal ver.） 4. 夢のトビラ 〜パステル☆ジョーカー ver.〜（off vocal ver.） |              |              |
| 2016年       |                                 |              | |              |              |
| 7th          | 風のデュエット                  | 7月26日      | 1. 風のデュエット 2. Pinup Girl 3. 風のデュエット（off vocal ver.） 4. Pinup Girl（off vocal ver.）                                                                     |              |              |

### CDアルバム
|          | タイトル   | 発売日   | 収録曲 |          |
| メジャー | メジャー   | メジャー | メジャー | メジャー |
| 2015年   | 2015年     | 2015年   | 2015年 | 2015年   |
| -------- | ---------- | -------- | --- | -------- |
| 1st      | WHITE ROSE | 5月31日  | 1. WHITE ROSE 2. BELIEVE 3. ちょっといけない Fall in Love 4. Uneasy 〜ふたりの未来〜 5. 夏女神☆Summer 6. 明日への翼 7. WHITE ROSE（off vocal ver.） 8. ちょっといけない Fall in Love（off vocal ver.） |          |